# Dart (Rakete)

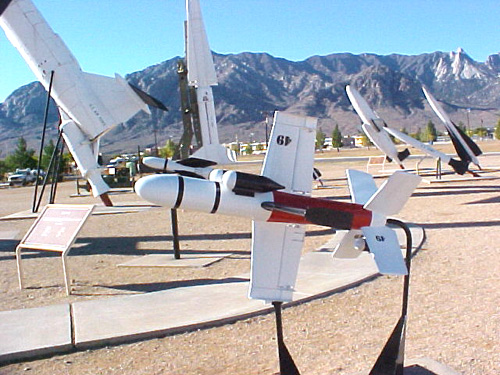
Eine Dart im White Sands Missile Range Museum

Dart ist der Name einer kabelgelenkten Boden-Boden-Rakete, die von der US Army seit 1954 eingesetzt wurde. Sie hatte eine Länge von 1,5 m, einen Durchmesser von 18 cm (ohne Flügel) und ein Startgewicht von 45 kg.
Die Bezeichnung dieser Waffe kann verwechselt werden mit dem Dart (Raketentechnik) also der  Spitze, die als Last von Höhenforschungsraketen genutzt wird. 